# Заречье (Плюсский район)
Заречье — деревня в Плюсском районе Псковской области, входит в состав сельского поселения Запольская волость.
Расположена у побережья реки Плюсса, в 1,5 км напрямую от автодороги Санкт-Петербург — Киев (М20, или в 5 км по трассе к ней), в 6 км напрямую к югу от райцентра посёлка городского типа Заплюсье, и в 2 км напрямую к востоку от волостного центра Заполье.
Численность населения деревни по оценке на конец 2000 года составляла 4 человека, по переписи 2002 года — 3 человека.